# Polypedilum nymphella
Polypedilum nymphella är en tvåvingeart som först beskrevs av Jean-Jacques Kieffer 1921.  Polypedilum nymphella ingår i släktet Polypedilum och familjen fjädermyggor. Inga underarter finns listade i Catalogue of Life.